# Albert Schinzinger (Unternehmer)
Albert Schinzinger (* 30. März 1856 in Freiburg im Breisgau; † 20. Juli 1926 in Baden-Baden) war ein deutscher Unternehmer und Generalkonsul in Japan. In seinem engeren Umgangskreis wurde er „ASCH“ genannt.

## Leben und Berufsausbildung
Albert Schinzinger wurde als ältestes Kind des Chirurgen Albert Schinzinger (1827–1911) und seiner Ehefrau Josefine geb. Scalk (1832–1874) geboren. Zur Familie gehörten später noch zwei Schwestern und drei Brüder. Die Eltern standen dem Badischen Liberalismus nahe und begrüßten die Deutsche Revolution 1848/1849. In Freiburg aufgewachsen, besuchte Albert hier die Schule und vermutlich auf Drängen des Vaters hatte er sich 1873 für ein Medizinstudium an der Albert-Ludwigs-Universität Freiburg eingeschrieben. Jedoch verließ er nach zwei Semestern die Universität wieder und meldete sich 1874 als Einjährig-Freiwilliger im 2. Feldartillerie-Regiment Nr. 29 der Württembergischen Armee. Er durchlief ab 1875 die verschiedenen Entwicklungsstufen zum Offizier und nahm an Schulungen und Offizierslehrgängen teil. Jedoch war er in diesen sechs Jahren bis 1881 sehr häufig krank und musste sich deshalb selbst einem längeren Kuraufenthalt unterziehen. Als Schinzinger 4 war er seit 1875 Corpsschleifenträger von Suevia Freiburg, dem Corps seines Vaters. An seinem Garnisonsstandort Ludwigsburg lernte er die Solotänzerin Flora Farchow kennen. Als Schinzinger mit ihr am 5. Juli 1881 die Ehe einging, musste er den Dienst quittieren, da eine Tänzerin als Ehefrau eines württembergischen Offiziers nicht akzeptabel sei. Entlassen wurde er mit dem Dienstgrad eines Hauptmanns.
Das junge Ehepaar zog daraufhin nach Berlin und Albert Schinzinger nahm hier eine Tätigkeit als Versicherungsinspektor an. Zusätzlich war er während dieser Zeit als Volontär für das Auswärtige Amt tätig. Auf Grund seiner besonderen Fähigkeiten im Umgang mit Menschen und seiner Kontaktfreudigkeit übernahm ihn 1884 das Amt für den auswärtigen Dienst. Sein erster Einsatz führte ihn für zwei Jahre als Konsularbeamter nach Bangkok. Danach folgten drei Jahre Einsatzzeit im gleichen Tätigkeitsfeld in Ägypten, auf der deutschen Gesandtschaft in Kairo, ab 1886. Hier lernte er bei einer Dienstreise nach Alexandria Friedrich Alfred Krupp kennen. Dieser befand sich gerade auf einer Ägyptenreise und bot ihm, da ihm der junge Schinzinger in seiner Offenheit sympathisch war, eine Anstellung als Technischer Mitarbeiter für das Auslandsgeschäft an. Nach Schinzingers Kündigung beim Auswärtigen Amt schlossen beide einen zehnjährigen Einsatzvertrag als technischer Berater für den Handel mit Artillerieprodukten und Grundstoffen für die Waffenproduktion in Südamerika. Hier hielt er sich auch in den kommenden Jahren größtenteils auf, tätigte zahlreiche Geschäftsabschlüsse für die Firma Krupp in Argentinien, Brasilien, Chile, Mexiko und Uruguay. Für diese Geschäfte erhielt er von der Firma Krupp sehr gute Provisionen.

## Wirken in Japan
Nach dem Chinesisch-Japanischen Krieg (1894–1895) orientierte sich die Firma Krupp stärker auf den ostasiatischen Markt. Nach einer kurzen Einarbeitungsphase für Albert Schinzinger in die neuen Bedingungen vor Ort zog er 1896 mit seiner Ehefrau nach Japan und wohnte vorerst in Yokohama. Auch unter den Bedingungen des asiatischen Marktes fasste er schnell Fuß und entwickelte sich zu einem anerkannten Kaufmann für die deutsch-japanischen Handelsgeschäfte. Im gleichen Jahr wurde er Mitglied der Deutschen Gesellschaft für Natur- und Völkerkunde Ostasiens (OAG) auf Lebenszeit. Mit der deutschen Familie des in Japan praktizierenden Mediziners Erwin Bälz (1849–1913) verband ihn eine enge Freundschaft. In den ersten Jahren seines Wirkens in Japan verkaufte Schinzinger vor allem Militärtechnik für die Feld- und Gebirgsartillerie an die japanische Armee. Zwischenzeitlich hielt er sich von 1898 bis 1899 in Deutschland zur Betreuung japanischer Kunden und der Kontaktherstellung zu deutschen Unternehmen auf. Inzwischen hatte er sich in Japan ein gutes Netzwerk in die verschiedensten gesellschaftlichen Bereiche, aber auch zu Regierungskreisen und zum Militär geschaffen. Darüber hinaus war er mit vielen deutschen Geschäftsleuten, die in Japan zu tun hatten, in gutem Kontakt. Als dann 1899 sein Vertrag mit der Firma Krupp auslief, wurde er technischer Vertreter und Verkäufer der Firma C. Illies & Co. Auf Grund der veränderten Situation zog er 1900 mit seiner Familie von Yokohama nach Tokyo. Zur Verbesserung der Informations- und Kontakttätigkeit der Geschäftsleute untereinander setzte er sich 1902 für die Herausgabe der Wochenzeitschrift „Deutsch-japanische Post“ ein, die erstmals am 26. April 1902 in Yokohama erschien. Durch diese Zeitschrift und die darin publizierten Artikel wurde ein realistisches Deutschlandbild für Japan geprägt, das er nicht den englischen und amerikanischen Publikationen überlassen wollte. Im Jahre 1903 begleitete er eine Reise des bayrischen Kronprinzen Rupprecht durch Japan und pflegte seitdem einen engen Kontakt zum Militärattaché der deutschen Gesandtschaft in Tokyo Major Günther von Etzel.
Obwohl er keine eigenen Kinder hatte, wurde Albert Schinzinger 1904 Gründungsmitglied des deutschen Schulvereins in Yokohama. Daneben war er ein intensiver und begeisterter Kunstsammler. Dadurch kam Albert Schinzinger mit dem Ethnologen und Kunstinteressierten Ernst Grosse in Kontakt, der zeitweilig ab 1895 eine Professur im Fachgebiet Kunst an der Universität Freiburg innehatte. Angeregt durch sein Interesse an japanischen Traditionen und der besonderen japanischen Kunst sowie unterstützt durch seine Mitgliedschaft in der OAG, veröffentlichte Schinzinger ab 1905 mehrere Artikel zu japanischen Jagdtraditionen und zur Entwicklung der japanischen Waffenkunst in der Zeitschrift der OAG. Als sachkundiger Experte und Übersetzer stand er ebenfalls in dieser Zeit dem japanischen Wissenschaftler K. Nukaga bei der Herausgabe der Publikation „Niku-dan. Menschenopfer. Tagebuch eines japanischen Offiziers während der Belagerung und Erstürmung Port Arthurs“ zur Seite. Zwischen 1905 und 1908 entwickelten sich die Geschäfte zwischen Albert Schinzinger, der Firma Krupp AG und auch dem japanischen Unternehmen C.Illies & Co. zunehmend konfliktvoll. Interessensunterschiede zu den anfangs gemeinsam gesteckten Zielen wurden immer unüberbrückbarer. Deshalb beendete er im März 1908 sein Japan-Engagement für unbestimmte Zeit. Während seiner Zusammenarbeit mit der Firma Krupp hatte er durch sein Wirken Geschäftsumsätze in Höhe von ca. 40 Millionen Mark erwirtschaftet. Als seine Entscheidung, Japan vorerst zu verlassen, bekannt wurde, erfolgte zu seinen Ehren im März 1908 eine große Verabschiedung, an der auch der japanische Meiji-Tennō teilnahm. Am 18. März 1908 trat Schinzinger mit seiner Ehefrau dann die Heimreise nach Deutschland an Bord des Reichspostdampfers von Yokohama aus an.

## Wieder in Deutschland
Wieder in Freiburg angekommen und mit der Situation seiner Geburtsstadt wieder etwas vertrauter, kaufte sich Schinzinger in der näheren Umgebung der Stadt die Residenz „Lorettoberg“ und nannte sie „Villa Sakura“. Dieses Haus, so seine Vorstellung, sollte eine Anlauf- und Begegnungsstätte mit besonderem Habitus werden. So entwickelte es sich durch sein neuerliches Engagement auch in diese Richtung. Japanern, die sich in Deutschland aufhielten, wurde dieser Ort besonders empfohlen, japanische Studenten, die einzelne Semester in Deutschland absolvierten, kamen gern zu Gesprächen und wissenschaftlichem Austausch. Mit großer Würde wurde hier jedes Jahr der Geburtstag des Tennō begangen. Bereits im Jahr 1909 wurde Schinzinger durch die japanische Regierung zum Honorarkonsul ernannt. Das war eine besondere Auszeichnung und fast zeitgleich verlieh ihm König Wilhelm II. am 7. September 1909 den Charakter als Major der Reserve. Großes Bemühen galt dabei von seiner Seite der Herstellung stabiler Arbeitsbeziehungen zwischen der Universität Freiburg und japanischen Universitäten. Ab dieser Zeit studierten auch zunehmend mehr japanische Studenten in Freiburg. Er selbst hielt 1910 einen Vortrag über „Bushidō“ Um aber noch über ein breiteres Betätigungsfeld und größere Akzeptanz zu verfügen, nahm er 1911 Beziehungen zu politischen Vereinigungen auf und wurde Vorsitzender der regionalen Reichspartei. Da sich aber bis 1912 keine positiven Verbesserungen einstellten und diese Partei es in den Wahlen nicht über die 3 % Quote schaffte, nahm er nach 1912 davon wieder Abstand. Als im Juni 1912 der Tenno in Japan verstarb, organisierte er eine groß angelegte Trauerfeierlichkeit, zu der er auch zahlreiche Mitglieder der deutsch-japanischen Gemeinde aus Deutschland nach Freiburg einlud.

## Erster Weltkrieg
Das sich mit Beginn des Ersten Weltkrieges zwischen Deutschland und Japan verändernde Verhältnis, der Eintritt Japans als Partner der deutschen Kriegsgegner, enttäuschte Albert Schinzinger sehr. Umgehend legte er alle seine konsularischen Tätigkeiten für Japan nieder und verfasste für die Regionalzeitung von Freiburg den Artikel „Warum?“ Eine in diesem Zusammenhang an die Firma Krupp gestellte Anfrage für seine Verwendung fiel negativ aus. Deshalb meldete er sich freiwillig zum Kriegsdienst. Da er aber für einen Fronteinsatz mit seinen 58 Jahren als nicht geeignet befunden wurde, erhielt er in seiner früheren Einheit in Ludwigsburg ein Büroarbeitsplatz. Nach zwei Jahren Bürodienst bekam er eine Abkommandierung zum Preußischen Kriegsministerium und wurde hier zur Beschaffung von benötigten Kriegsrohstoffen verwendet. Seine spezielle Arbeitsaufgabe dabei war die Zementbeschaffung. Als er nach einem Jahr Dienstzeit in dieser außerordentlich schwierigen Organisationsarbeit bei einer Auszeichnungsrunde für das Eiserne Kreuz Erster Klasse vergessen wurde, nahm er umgehend seinen Abschied und kehrte nach Freiburg zurück. Doch mit den Ereignissen der Kriegsniederlage, in deren Folge der Gründung der Weimarer Republik wollte er sich nicht abfinden. Im Bestreben, es „seinem“ Kaiser gleichtun zu wollen, siedelte er 1919 in die Niederlande um.

## Unternehmer in Deutschland und Japan
Da sich aber für Schenzinger in den Niederlanden keine Möglichkeit bot, wieder seinen beruflichen Befähigungen zu folgen, kehrte er 1920 nach Deutschland zurück und nahm seinen Wohnsitz in Berlin. Hier kam er in Kontakt zu Marineoffizieren, zu denen unter anderem der neue Chef des Marineamtes Paul Behncke, der Abteilungsleiter der Seetransportabteilung im Marineamt Walter Lohmann, der frühere Marineattaché der deutschen Gesandtschaft in Tokyo Wolfram von Knorr und weitere gehörten, die aber auf Grund des massiven Personalabbaus innerhalb der früheren Marineorganisationen ohne berufliche Perspektive waren. Zu ihnen stieß der gerade aus Japan kommende Wirtschaftswissenschaftler Friedrich Wilhelm Hack, der im Auftrag der japanischen Firma Mitsubishi Geschäftskontakte nach Deutschland aufbauen wollte. Schenzinger und Hack stammten beide aus Freiburg, sie hatten an der gleichen Universität studiert und beide Väter waren Medizinkollegen an der Universität Freiburg gewesen. Um an seine frühere Geschäftstätigkeit anzuknüpfen, gründete Schenzinger die Import-Export Gesellschaft Albert Schinzinger & Co. Friedrich Wilhelm Hack wurde sein Geschäftspartner und sie begannen, Aufträge im Rüstungsgeschäft zwischen Deutschland und Japan zu akquirieren, die aber auf Grund der Bestimmungen des Versailler Vertrages gegen das seit 1919 geltende Recht verstießen. Neben Produkten und Bauteilen für die Waffenproduktion, Antriebsmotoren für Schiffe, Flugzeuge und Panzer, Steuerungs- und Nachrichtenelektronik bildete die zukünftige Marinerüstung beider Länder den Hauptteil der Geschäftstätigkeit. Ausgangspunkt war dabei, dass Japan mehrere Schiffe und U-Boote, die die vereinbarte Kapazität der Marinestreitkräfte in Deutschland ab 1920 überstieg, erhalten hatte.
Nach Rücksprache und Einverständnis zwischen den obersten Marinebehörden beider Länder wurden langfristige und streng geheime Vereinbarungen darüber getroffen, dass deutsches Know-how im Schiffs- und U-Bootbau an Japan zu übergeben und dass deutsche Marinebauingenieure und -konstrukteure getarnt nach Japan reisen konnten, um dort den Aufbau einer modernen Marinerüstung mit zu unterstützen. Es wurde eine Arbeitsgruppe aus ehemaligen deutschen Marineoffizieren gebildet, die diesen Prozess an der Seite von Schinzinger und Hack in Japan selbst begleiteten. Im Gegenzug wurden 1921 vorerst neun japanische Ingenieure bei der Firma Krupp in Deutschland „untergebracht“, um sich über den Stand des U-Bootbaus, der Militärelektronik, der Entwicklung der Nachrichtentechnik ins aktuelle Bild zu setzen. Neben der Intensivierung des deutsch-japanischen Rüstungsgeschäftes mit breit aufgestellten Aufträgen über die Firma Albert Schinzinger & Co. war eines der wichtigsten Geheimprojekte, die in dieser Zeit in Gang gesetzt wurden, der Bau eines Prototyps eines deutschen U-Bootes auf der Marinewerft in Osaka. Abgedeckt als Programm der „wissenschaftlichen Zusammenarbeit“ wurde ab Mitte 1920 der frühere Marineattaché Wolfram von Knorr als Hauptkoordinator von Tokyo aus tätig. Über sein Büro liefen die Vermittlungen deutscher Spezialisten für die „Konstruktion von Motoren und Flugzeugen“ zum Einsatz „auf der Kawasakiwerft und bei der Firma Mitsubishi in Kobe, wo U-Boote und große Elektromotoren hergestellt wurde“. Aber als eigentlicher Spiritus rector der wieder in Gang gebrachten Geschäfte mit Japan wurde Schinzinger 1924 schließlich zum Generalkonsul für Deutschland und Japan ernannt. Im Mai des gleichen Jahres hielt sich im Auftrag des deutschen Marineamtes für sechs Wochen, aber in geheimer Mission, Wilhelm Canaris in Tokio und auf der Werft in Osaka auf, um sich vor Ort vom Fortschritt der Rüstungsbemühungen zu überzeugen und neue Projekte dazu in Gang zu bringen. In den nächsten Jahren pendelte Schinzinger zwischen Berlin und Tokyo. Inzwischen hatte er sich auch eine Wohnung in der Nähe des Sitzes des Parlaments der Weimarer Republik, dem Gebäude des Reichstages am Spreeufer, genommen.
Am 20. Juli 1926 verstarb Albert Schinzinger bei einem Ausflug nach Baden-Baden an einem Herzinfarkt.

## Publikationen
- Mitinitiator und Mitherausgeber der Zeitschrift „Deutsch-japanische Post“, erschien ab 1902
- „Pfeil und Bogen“, Zeitschrift der OAG – MOAG Nr. X, Teil 2, 1906
- „Die japanischen Falken – Arten, ihre Dressur und Verwendung zur Vogelbeize“, MOAG X. Teil 3, 1906
- „Die Jagd auf Hunde im alten Japan“, MOAG X, Teil 3, 1906
- „Alte japanische Waffen“, MOAG XI, Teil 1, 1907
- Mitherausgeber von: „Niku-dan. Menschenopfer. Tagebuch eines japanischen Offiziers während der Belagerung und Erstürmung Port Arthurs“, gemeinsam mit K. Nukaga, japanische Erstausgabe 1907
- „Warum?“ Artikel vom 21. August 1914 in der Regionalzeitung von Freiburg